# Coloradia

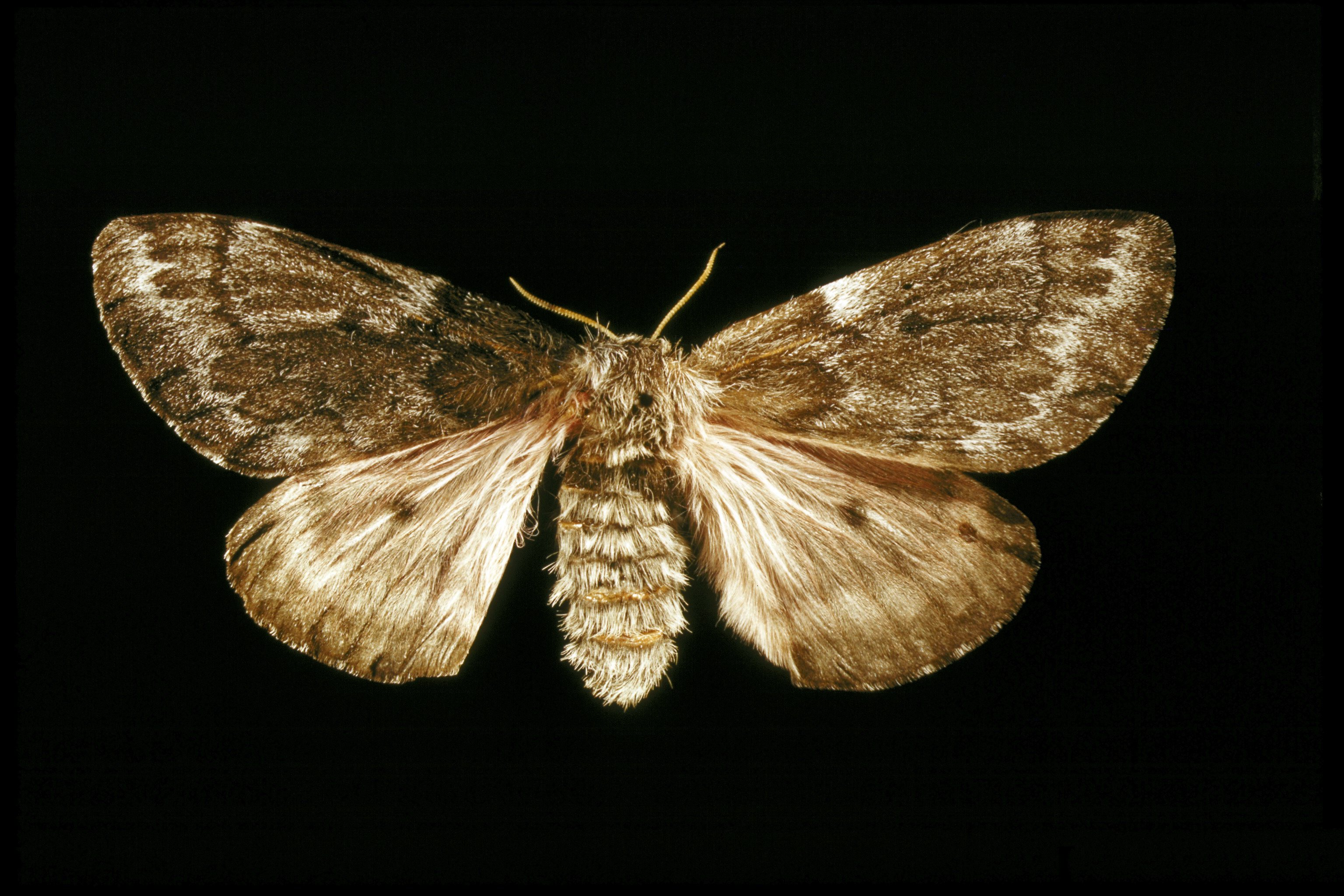
vrouwelijke Coloradia pandora

Coloradia is een geslacht van vlinders van de familie nachtpauwogen (Saturniidae), uit de onderfamilie Hemileucinae.

## Soorten
- C. casanovai Beutelspacher, 1993
- C. davisi Barnes & Benjamin, 1926
- C. doris Barnes, 1900
- C. euphrosyne Dyar, 1912
- C. hoffmanni Beutelspacher, 1978
- C. lindseyi Barnes & Benjamin, 1926
- C. luski Barnes & Benjamin, 1926
- C. pandora Blake, 1863
- C. prchali Lemaire & M.J. Smith, 1992
- C. smithi Lemaire, 2002
- C. vazquezae Beutelspacher, 1978
- C. velda J.W. Johnson & Walter, 1981